# Khadija Kouyaté
Khadija Kouyaté ist eine französische Schauspielerin für Film und Theater und Theaterregisseurin. Ihr Spielfilmdebüt gab sie in Die Zukunft in unseren Händen von Léa Fehner. Der Film feierte im Rahmen der 73. Ausgabe der Berlinale in der Sektion Panorama seine Weltpremiere.

## Leben
Kouyaté besuchte zunächst von 2013 bis 2018 die Universität Sorbonne-Nouvelle, die sie mit einem Master abschließen konnte. Parallel dazu war sie von 2015 bis 2018 am Konservatorium Hector Berlioz eingeschrieben. Danach folgte von 2018 bis 2021 eine dreijährige Ausbildung an der Schauspielschule Conservatoire national supérieur d’art dramatique (CNSAD) in Paris.

## Werk

### Film

#### Als Schauspielerin
- 2021: Small Fish (Kurzfilm)[4], Regie: Eva Benichou
- 2023: Die Zukunft in unseren Händen (Sages-femmes), Regie: Léa Fehner
- 2024: Mein Leben, mein Ding (Ma vie ma gueule)

### Theater

#### Als Schauspielerin
(Quelle: )
- 2021: Nulle part, Regie: Anne Monfort
- 2021: Si la vie n'est pas un jeu, Regie: Christophe Huysman
- 2021: Féminin Masculin, Regie: Marine Gesbert
- 2021: La Nuit des Rois, Regie: Sacha Todorov
- 2021: Le Laboratoire des Hallucinations, Regie: Frédéric Jessua
- 2021: Plus ou Moins L'infini, Regie: Philippe Canales
- 2019: Phantom Menace[5][6], Regie: Nicolas Darnstädt

#### Als Regisseurin
(Quelle: )
- 2021: De Utio ou les Yeux de Cedda
- 2019: La Lettre d'une Inconnue